# Катеріне Міранда Чанґ
Катеріне Міранда Чанґ (ісп. Katherine Miranda Chang; нар. 11 лютого 1994) — колишня перуанська тенісистка.
Найвищу одиночну позицію світового рейтингу — 740 місце досягла 13 серпня 2012, парну — 539 місце — 22 жовтня 2012 року.
Здобула 3 парні титули туру ITF.

## Фінали ITF

### Парний розряд (3–4)
| Легенда         |
| --------------- |
| Турніри $50,000 |
| Турніри $25,000 |
| Турніри $15,000 |
| Турніри $10,000 |

| Фінали за покриттям |
| ------------------- |
| Тверде (0–0)        |
| Ґрунт (3–4)         |
| Трава (0–0)         |
| Килим (0–0)         |

| Результат | Ранг | Дата              | Турнір                 | Покриття | Партнерка          | Суперниці                              | Рахунок          |
| --------- | ---- | ----------------- | ---------------------- | -------- | ------------------ | -------------------------------------- | ---------------- |
| Перемога  | 1.   | 29 жовтня 2011    | Богота, Колумбія       | Ґрунт    | Патрісія Ку Флорес | Сесілія Коста Мольгар Белен Лудуенья   | 6–4, 7–5         |
| Перемога  | 2.   | 12 листопада 2011 | Медельїн, Колумбія     | Ґрунт    | Патрісія Ку Флорес | Мартіна Франтова Ліббі Мума            | 6–4, 7–6(7–4)    |
| Поразка   | 1.   | 21 квітня 2012    | Арекіпа, Перу          | Ґрунт    | Патрісія Ку Флорес | Ерін Кларк Інгрід Варгас Кальво        | 6–7(2–7), 5–7    |
| Перемога  | 3.   | 21 липня 2012     | Кочабамба, Болівія     | Ґрунт    | Хасмін Брітос      | Вікторія Лосано Каміла Сільва          | 3–6, 7–5, [10–5] |
| Поразка   | 2.   | 18 серпня 2012    | Трухільйо (Перу), Перу | Ґрунт    | Патрісія Ку Флорес | Аранса Салут Ана Софія Санчес          | 6–3, 1–6, [9–11] |
| Поразка   | 3.   | 25 січня 2013     | Ліма, Перу             | Ґрунт    | Патрісія Ку Флорес | Марія Фернанда Алвеш Ванеса Фурланетто | 1–6, 4–6         |
| Поразка   | 4.   | 8 листопада 2013  | Ліма, Перу             | Ґрунт    | Daniela Farfán     | Aldana Ciccarelli Франсеска Сегареллі  | 2–6, 6–4, [5–10] |

## Участь у Кубку Федерації

### Одиночний розряд
| Розіграш                           | Стадія | Дата          | Місце              | Супротивник | Покриття | Суперниця          | W/L | Рахунок       |
| ---------------------------------- | ------ | ------------- | ------------------ | ----------- | -------- | ------------------ | --- | ------------- |
| 2013 Fed Cup Americas Zone Group I | R/R    | 6 лютого 2013 | Медельїн, Колумбія | Canada      | Ґрунт    | Шерон Фічмен       | L   | 2–6, 2–6      |
| 2013 Fed Cup Americas Zone Group I | R/R    | 7 лютого 2013 | Медельїн, Колумбія | Colombia    | Ґрунт    | Каталіна Кастаньйо | L   | 2–6, 0–6      |
| 2013 Fed Cup Americas Zone Group I | R/R    | 8 лютого 2013 | Медельїн, Колумбія | Venezuela   | Ґрунт    | Андреа Гаміс       | L   | 6–2, 0–6, 4–6 |

### Парний розряд
| Розіграш                           | Стадія | Дата          | Місце              | Супротивник | Покриття | Партнерка          | Суперниці                          | W/L | Рахунок       |
| ---------------------------------- | ------ | ------------- | ------------------ | ----------- | -------- | ------------------ | ---------------------------------- | --- | ------------- |
| 2012 Fed Cup Americas Zone Group I | R/R    | 1 лютого 2012 | Куритиба, Бразилія | Canada      | Ґрунт    | Патрісія Ку Флорес | Марі-Ев Пеллетьє Александра Возняк | L   | 1–6, 0–6      |
| 2012 Fed Cup Americas Zone Group I | R/R    | 2 лютого 2012 | Куритиба, Бразилія | Bahamas     | Ґрунт    | Ferny Ángeles Paz  | Ніккіта Фаунтен Larikah Russell    | W   | 6–1, 6–4      |
| 2012 Fed Cup Americas Zone Group I | R/R    | 3 лютого 2012 | Куритиба, Бразилія | Argentina   | Ґрунт    | Ferny Ángeles Paz  | Майлен Ору Марія Ірігоєн           | L   | 0–6, 0–6      |
| 2013 Fed Cup Americas Zone Group I | R/R    | 7 лютого 2013 | Медельїн, Колумбія | Colombia    | Ґрунт    | Ferny Ángeles Paz  | Юліана Лісарасо Laura Ucrós        | L   | 2–6, 6–4, 1–6 |
| 2013 Fed Cup Americas Zone Group I | R/R    | 8 лютого 2013 | Медельїн, Колумбія | Venezuela   | Ґрунт    | Патрісія Ку Флорес | Андреа Гаміс Адріана Перес         | L   | 3–6, 6–3, 0–6 |